# Krasnaïa nov
Krasnaïa nov («Кра́сная новь» en russe, signifiant « Nouveauté rouge ») est une revue littéraire soviétique fondée en 1921. Conçue comme bimensuelle, elle parait ensuite une fois par mois. Sa période de gloire se situe entre 1921 et 1927, sous le rédacteur en chef Alexandre Voronski. Le tirage atteint alors 25 000 exemplaires. Il se forme au sein de la rédaction un groupement littéraire Pereval (Перевал), auquel adhèrent Mikhaïl Svetlov, Nikolaï Zaroudine, Andreï Platonov. Puis, Voronski sera accusé de trotskisme et démis de ses fonctions. 

## Rédacteurs en chef
- Alexandre Voronski : 1921-1927
- Vsevolod Ivanov, Vladimir Vassilivski, Vladimir Fritche, Fiodor Raskolnikov: 1927-1929
- Fiodor Raskolnikov : 1929-1930
- Ivan Bespalov : 1930-1931
- Alexandre Fadeïev : 1931